# Ophioplocus imbricatus
Ophioplocus imbricatus is een slangster uit de familie Ophiolepididae.
De wetenschappelijke naam van de soort werd in 1842 gepubliceerd door Johannes Peter Müller & Franz Hermann Troschel.